# Rhagio norwegica
Rhagio norwegica är en tvåvingeart som först beskrevs av Gmelin 1790.  Rhagio norwegica ingår i släktet Rhagio, ordningen tvåvingar, klassen egentliga insekter, fylumet leddjur och riket djur. Inga underarter finns listade i Catalogue of Life.